# 본리도서관
본리도서관은 대구광역시 달서구 본리동 소재의 구립 도서관이다.

## 연혁
- 2011년 1월 12일 개관.

## 시설현황
- 지하1층: 서고/수선실, 전기실
- 1층: 어린이열람실, 유아열람실, 이야기방, 수유실
- 2층: 종합자료실
- 3층: 디지털자료실, 시청각실, 프로그램실, 수서실, 도서관과